# Młynarz (Karkonosze)
Młynarz (niem. Mühlberg, 675 m n.p.m.) – szczyt w Karkonoszach, w obrębie Pogórza Karkonoskiego.
Położony jest we wschodniej części Pogórza Karkonoskiego, na północ od Borowic. Ku północy odchodzi od niego grzbiet biegnący poprzez Wierzchnicę, Warzelnię, Bukowną, Lisiurę i Podgórzynkę w stronę Podgórzyna.
Zbudowany z granitu karkonoskiego.
Porośnięty lasem regla dolnego.